# Iago ab Idwal Foel
Iago ab Idwal was een van de zonen van Idwal Foel en (mede)koning van Gwynedd van 950 tot 979.
Bij het overlijden van Idwal Foel greep Hywel Dda, de koning van Deheubarth, de macht in Gwynedd. Bij het overlijden van Hywel kwam het tot een strijd tussen de zoons van Idwal en die van Hywel. Het kwam tot een veldslag bij Carno, die gewonnen werd door de zonen van Idwal, die de macht in het noorden vervolgens zo stevig in handen hadden dat in 952 Iago en Idwal (beter bekend als Ieuaf) een raid in Deheubarth uitvoerden. Een tweede veldslag, de slag bij Llanwrst volgde in 954. De uitkomst is niet opgetekend, maar vermoedelijk wonnen de zonen van Idwal, want later dat jaar plunderden zij Ceredigion. Hierna lijkt de strijd beslecht te zijn, en regeren beide families hun eigen rijk.
Aanvankelijk lijken de broers het rijk samen geregeerd te hebben, maar eind jaren 60, in het bijzonder nadat Rhodri ab Idwal overleed in 968, kwam het tot een strijd om de heerschappij. In 969 wist Iago zijn belangrijkste rivaal Ieuaf te verslaan en gevangen te zetten, en was daarmee alleenheerser over Gwynedd. Iago regeerde in een tijd van toenemende druk van de Vikingen, en in 973 sluit Iago zich aan bij een verbond van vorsten rond de Ierse Zee onder leiding van koning Edgar van Engeland.
Ook binnenlands had hij problemen: Ieuafs zoon Hywel kwam in opstand tegen Iago, en versloeg hem in 974. Iago ging korte tijd in ballingschap, en moest bij terugkeer een gezamenlijk koningschap met zijn neef toestaan. In 978 hervatte Hywel de vijandelijkheden. In 979 versloeg Hywel Iago, en later dat jaar werd Iago gevangen door Vikingen, wat het laatste is dat over hem bekend is.
Iago was de vader van Custennin ab Iago, die in 980 een poging waagde de macht in Gwynedd te grijpen.